# エインシャント
株式会社エインシャント（Ancient corporation）は、サウンドクリエイター古代祐三が1990年4月1日に東京都日野市に設立した会社。主にコンピュータソフトウェアの企画・制作・販売や、音楽録音物、映像物の企画・制作・販売などを行う。2006年9月現在、従業員数は15人。なお、実妹でイラストレーターの古代彩乃も在籍している。社名は社長である古代の読みを変えた「古代（こだい）＝ancient」から。

## 概要
設立の切っ掛けは、もともと祐三が『ザ・スーパー忍』のサウンドを担当した縁で、セガから「ゲーム全体をつくれないか」との問い合わせがあり、ゲーム全体の制作を引き受けるには会社としての取引が必要とのことで設立した。当初は、同人PCソフトサークルで知り合いだった林忍（後にセガで『デカスリート』の開発を担当。セガ退社後はツェナワークスに在籍）をプログラマとして招聘し、グラフィック担当の彩乃と高校時代の同級生四人で結成した家内制手工業的な体制であった（会社代表は古代兄妹の母）。開発されたゲームギア版（海外ではマスターシステム版）『ソニック・ザ・ヘッジホッグ』は大きな売り上げとなり、その収益によりエインシャントの社屋が建てられた。

## 主な作品
- SFC 『アクトレイザー』シリーズ
- GG 『ソニック・ザ・ヘッジホッグ』
- GG 『バットマン リターンズ』
- MD 『ベア・ナックル』シリーズ
- MD 『ストーリー オブ トア 〜光を継ぐ者〜』
- SS 『トア 〜精霊王紀伝〜』
- SS 『バトルバ』
- SS/PS/DC/PS2/Xbox 360/DS/3DS 『カルドセプト』シリーズ
- DC 『シェンムー』シリーズ
- AC/PS2 『湾岸ミッドナイト』シリーズ
- GC  『カイジュウの島』
- Xbox 360 『まもって騎士』
- ニンテンドー3DS 『みんなでまもって騎士 姫のトキメキらぷそでぃ』
- Nintendo Switch 『すすめ!! まもって騎士 姫の突撃セレナーデ』『王立穴ポコ学園』
- MD/Steam/Switch/PS5/PS4/XSXS 『Earthion』[2]

この他に、祐三が音楽制作に携わった作品が多数存在している。詳しくは祐三のリンク先を参照。